# Güttenbach
Güttenbach est une commune autrichienne du district de Güssing dans le Burgenland.

## Géographie
La commune de Güttenbach est située dans le sud du Burgenland, dans la partie nord du district de Güssing. Güttenbach est le seul village de la commune. Les autres endroits habités sont Kulovits et Meierhof. 

## Jumelages
La commune de Güttenbach a des partenariats avec les communes de Malinska en Croatie et de Szentpéterfa en Hongrie.